# 尚裕
尚裕（1918年9月18日—1996年8月30日）是尚昌的長子，也是琉球國末代王世子尚典的孫子、末代國王尚泰王的曾孫。東京帝國大學文學部東洋史學科畢業。後任日本海軍大尉。1923年其父尚昌病死後成為侯爵。1996年被授予那霸市名譽市民的稱號。同年8月30日病逝，在東京舉行遺體告別式，然後安葬在伊是名玉陵。

## 家族
- 父 尚昌
- 母 百子（小笠原忠忱次女）
- 妻 瑛子（戶澤正己第四女）
- 後妻 啓子（村瀨鐸三郎第三女）
- 子女
  - 長子 尚衛
  - 長女 和子
  - 次女 芳子
  - 三女 尚圭子（户籍名野津圭子，第20代闻得大君）
  - 四女 薰

| 尚裕        |                                   |             |
| 前任： 尚昌 | 第二十二代尚家当主 1923年－1996年 | 繼任： 尚衛 |